# Usman Alkali Baba
Usman Alkali Baba, né le 1er mars 1963 à Geidam, dans l'État de Yobe au Nigeria, est un fonctionnaire nigérian, actuel inspecteur général de la police du Nigeria, et la 21e personne à occuper ce poste.
Il est nommé à ce poste par le président du Nigeria Muhammadu Buhari le 6 avril 2021, en remplacement de Mohammed Adamu, qui prend sa retraite de la police nigériane en février 2021. Le conseil de police du vendredi 4 juin 2021 confirme sa nomination au poste d'inspecteur général de la police.

## Biographie

### Jeunesse et éducation
Usman Alkali Baba naît à Geidam, dans l'État de Yobe, au Nigeria. En 1980, il reçoit son certificat d'enseignement de niveau II, témoin de sa scolarité au Teachers College de Potiskum, dans l'État de Yobe. Il étudie les sciences politiques à l'Université Bayero de Kano, où il obtient son diplôme en 1985, avant de poursuivre ses études à l'université de Maiduguri où il passe avec succès une maîtrise en administration publique en 1997. Baba est membre de la promotion 22/2014 du National Defence College du Nigeria,.

### Carrière en tant qu'officier de police
Alkali s'engage dans la police nigériane le 15 mars 1988 monte en grade jusqu'à atteindre celui de surintendant adjoint de la police, avant d'être promu commissaire de police le 27 janvier 2013. En 2014, il est affecté à l'État du Delta en tant que commissaire de police. Il sert comme Secrétaire de la Force au quartier général de la Force, à Abuja. Il est ensuite affecté au territoire de la capitale fédérale en tant que sous-commissaire aux enquêtes et au collège du personnel, et assume des responsabilités de direction. Il sert également à Kaduna, notamment en tant que sous-commissaire à l'administration. Il est par la suite affecté à Ilorin en tant que commandant de zone.Plus tard, il est le commandant en second de la police de l'État d'Ebonyi. Il occupe des fonctions importantes dans les États de Kaduna, Yola, Jos et Gombe en tant qu'officier de police divisionnaire. C'est aussi l'ancien inspecteur général adjoint de la zone de police 5, responsable à ce titre de l'État d'Edo, de l'État du Delta et de l'État de Bayelsa,,.
Il est membre de l'International War College, ainsi que de l'International Association of Police,,.

### Carrière comme inspecteur général de la police
Le 6 avril 2021, le président nigérian Muhammadu Buhari nomme Usman Alkali Baba pour remplacer Mohammed Adamu, dont le départ en retraite a lieu en février 2021.
En novembre 2022, il est condamné à une peine de trois mois de prison pour avoir empêché la réintégration dans la police d'un officier limogé en 1992, Patrick Okoli. Cette condamnation lui est signifiée à la suite d'une affaire judiciaire longue de plusieurs dizaines d'années.
Son rôle exact dans l'affaire reste obscur : étant arrivé plus de 30 ans après la « mise à la retraite abusive » de Patrick Okoli, il n'a de toute évidence pas été impliqué dans celle-ci.
Le 19 mars 2023, il se félicite de la bonne tenue des élections législatives, sénatoriales et présidentielles qui ont eu lieu au mois de février dans le pays, et indique que la police continue à procéder à des enquêtes concernant d'éventuels cas de fraude.
En avril 2023, il organise une rencontre avec certains de ses prédécesseurs à ce poste, afin de mieux gérer l'application de la loi dans le pays, en échangeant sur leurs expériences mutuelles.

## Distinctions
En octobre 2022, il est fait Commandeur de l'Ordre de la République fédérale, distinction qui lui est conférée par le président Muhammadu Buhari.